# Reichsprälat

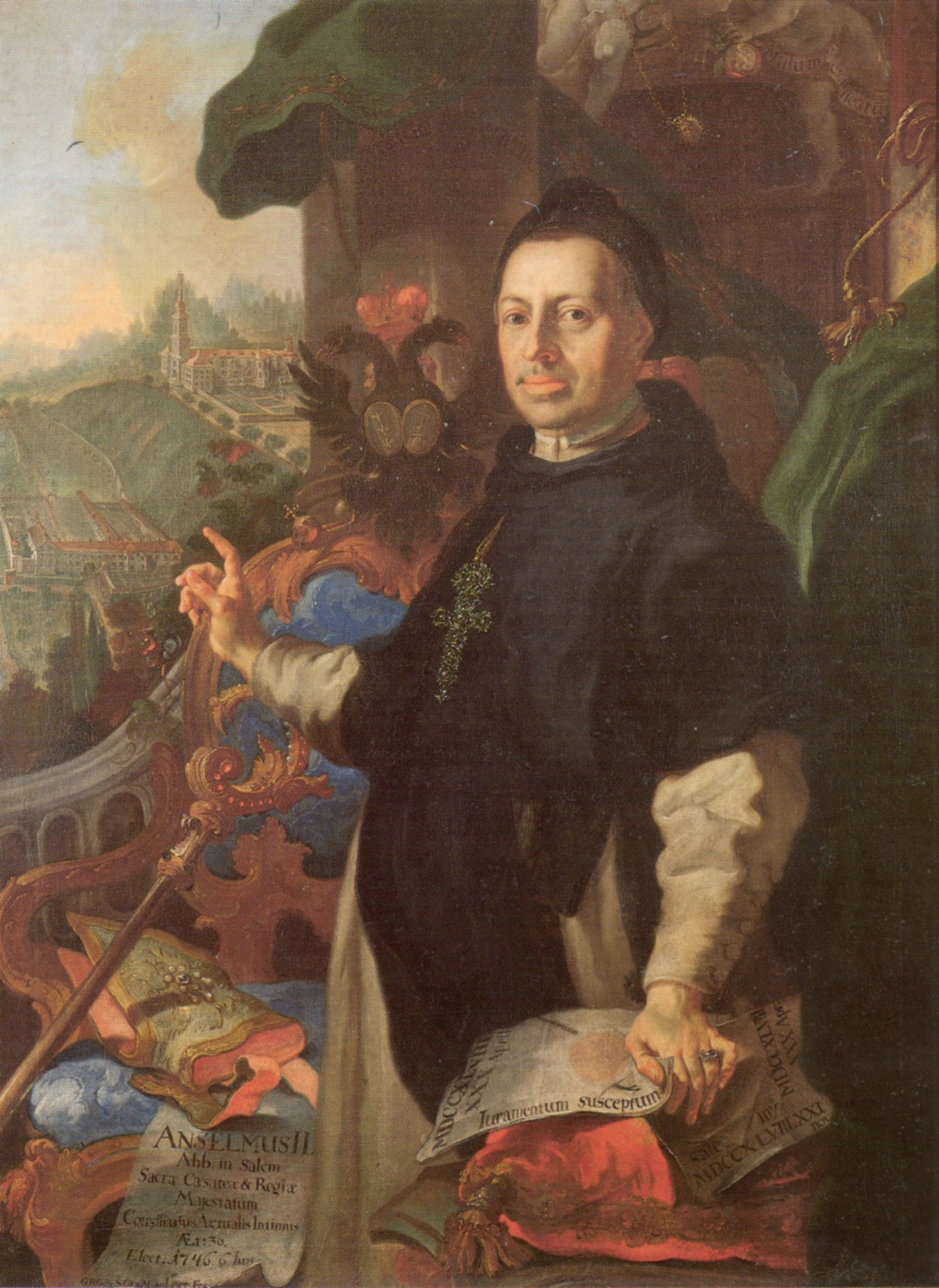
Reichsprälat Anselm II. Schwab, Abt des Klosters Salem, ließ sich 1749 von Gottfried Bernhard Göz vor einem Reichsadler porträtieren

Als Reichsprälaten bezeichnete man die Äbte, Äbtissinnen sowie Pröpste und Prioren der reichsunmittelbaren kirchlichen Organisationen im Heiligen Römischen Reich, die direkt dem Kaiser unterstanden. Sie waren im Reichstag vertreten und in zwei Kollegien, der rheinischen und schwäbischen Prälatenbank, eingeteilt, die ihnen je eine Kuriatstimme und damit Mitbestimmung in Sachen der Reichspolitik gewährten.

## Status
Aus dem Status der Reichsunmittelbarkeit ergaben sich eine Reihe von Freiheiten und Privilegien. Sie genossen Immunität, waren keinem Fürsten lehnsabhängig und konnten selbst Territorien erwerben, in denen sie die Landeshoheit besaßen und meist auch die Hohe Gerichtsbarkeit ausüben konnten. Sie besaßen die Reichsstandschaft. Den wenigsten Reichsprälaten wurden jedoch eigene Virilstimmen verliehen, was Bedingung dafür gewesen wäre, sie nunmehr als Fürstabt oder Fürstpropst den übrigen geistlichen und weltlichen Reichsfürsten gänzlich gleichzustellen.

## Geschichte und Zusammensetzung in der Neuzeit
Die Reichsmatrikel von 1521 zählt insgesamt 83 Reichsprälaten auf, deren Anzahl sich bis 1792 durch Säkularisation, Abtretungen an andere europäische Staaten und Erhebungen in den Reichsfürstenstand auf 40 verringerte.
Die Äbte und Pröpste von Fulda, Kempten, Weißenburg, Ellwangen, Murbach, Corvey, Stablo, Berchtesgaden und Prüm (bis 1576) wurden gefürstet und erhielten Sitz und Stimme im Reichsfürstenrat des Reichstages.

## Rolle der Reichsprälaten im Reichstag
Das Schwäbische Reichsprälatenkollegium bildete sich 1575 aufgrund des durch die geografische Nähe der Prälaturen entwickelten Zusammenhalts und stärkte diesen. Durch den Zusammenhalt der Kollegiumsmitglieder erreichte es wesentlich größeres politisches Gewicht als das rheinische Kollegium. So durften die schwäbischen Reichsprälaten stets einen Vertreter in interständische Ausschüsse entsenden und hatten im Abt des oberschwäbischen Klosters Weingarten einen bereits seit 1555 rechtlich festgeschriebenen Vertreter im Ordentlichen Reichsdeputationstag.

### Schwäbisches Reichsprälatenkollegium
siehe Schwäbische Prälatenbank

### Rheinisches Reichsprälatenkollegium
siehe Rheinisches Reichsprälatenkollegium